# 115 هـ
115 هـ هي سنة في التقويم الهجري امتدت مقابلةً في التقويم الميلادي بين سنتي 733 و734.

## وفيات
- الحكم بن عتيبة
- عزة الميلاء
- عبد الله بن بريدة وهو أحد حفاظ الحديث النبوي
- عبد الله بن نمير وهو أحد حفاظ الحديث النبوي [5]